# Bitwa pod Reichenbergiem
Bitwa pod Reichenbergiem (niem. nazwa czeskiej miejscowości Liberec) – starcie zbrojne, które miało miejsce 21 kwietnia 1757 podczas wojny siedmioletniej (1756–1763).

## Przebieg
Marszałek von Bevern wkroczył do Czech z 16-tys. korpusem pruskim. Niedaleko Liberca napotkał austriacki korpus Königsegga. Austriacki korpus liczył łącznie 18 000 piechoty i 4900 kawalerii, lecz zaledwie około 10 000 jego żołnierzy znajdowało się w okolicy Liberca. Doświadczony Bevern pokonał przeciwnika. W rezultacie zdobyto wielkie ilości zaopatrzenia z austriackich składów i umożliwiono kontynuację pochodu na Pragę.